# Amphicynodon
Amphicynodon був вимерлим родом псовидих тварин Європи та Азії протягом олігоцену, приблизно з 33,9—28,4 млн років тому. За розмірами він був схожий на ранніх мустелід.